# Tathra tatiara
Tathra tatiara is een rechtvleugelig insect uit de familie krekels (Gryllidae). De wetenschappelijke naam van deze soort is voor het eerst geldig gepubliceerd in 1983 door Daniel Otte en Richard D. Alexander.
Dit is de typesoort van het geslacht Tathra. Ze komt voor in de kuststreek van Queensland (Australië) in de omgeving van Atherton.